# Pylarus
Pylarus är ett släkte av skalbaggar. Pylarus ingår i familjen vivlar.
Kladogram enligt Catalogue of Life:
| Pylarus | \| \| Pylarus designatus \| \| \| \| |
|         | \| \| Pylarus designatus \| \| \| \| |
|         | Pylarus designatus                   |
|         |                                      |